# Muzslya
Muzslya (1955-ig Felső Muzslya, szerbül: Мужља / Mužlja, németül: Muschla) egykor önálló község, ma Nagybecskerek városrésze Szerbiában, a Vajdaságban, a Közép-bánsági körzetben.

## Fekvése
Nagybecskerek központjától 5 km-re délre, a Béga jobb partján található.

## Története
A telepesközség alapítására 1890-ben került sor, ekkor Nagybecskerek külterülete lett. 1905-től Felsőmuzslya néven a Magyarországhoz tartozó Torontál vármegye önálló települése volt. Trianon után, 1920-tól osztozik a Nyugat-Bánság sorsában; előbb a Szerb–Horvát–Szlovén Királyság része, 1941–1944 között német megszállás alá került Obermuschla néven, majd ismét Jugoszlávia birtoka. 1981 óta nem önálló, Nagybecskerek város 9. kerületét alkotja.
Ma a Közép-Bánság legnagyobb magyar közössége él itt.

## Híres emberek

### Itt született
- Palatinus Aranka (1951) jogász, magyar publicista és író
- Karl Miklós (Muzslya, 1931. augusztus 4. - Muzslya, 1991. szeptember 17.) történész, író
- Hallai Zoltán magyar publicista, történész és író
- Sziveri János (1954–1990) költő
- Kovács László (1966) költő, szövegíró,
- Tóth Béla (1949–2006) képzőművész, költő
- Sándor Zoltán (1973) költő, író, műfordító, újságíró, szerkesztő
- Hallai Mihály festő, a MAKK elnöke és megalapítója
- Gabona Ferenc a Vajdasági Magyar Cserkész Szövetség elnöke

### Itt tevékenykedett
- Jung Tamás (1818–1902) költő, muzslyai plébános, püspök
- Jelen Janez (1944) költő, pap, publicista, író

## Kulturális élete
Az itt működő Sziveri János Művészeti Színpad kiadásában jelenik meg 2004-től a Sikoly című irodalmi és művészeti folyóirat.

## Képek

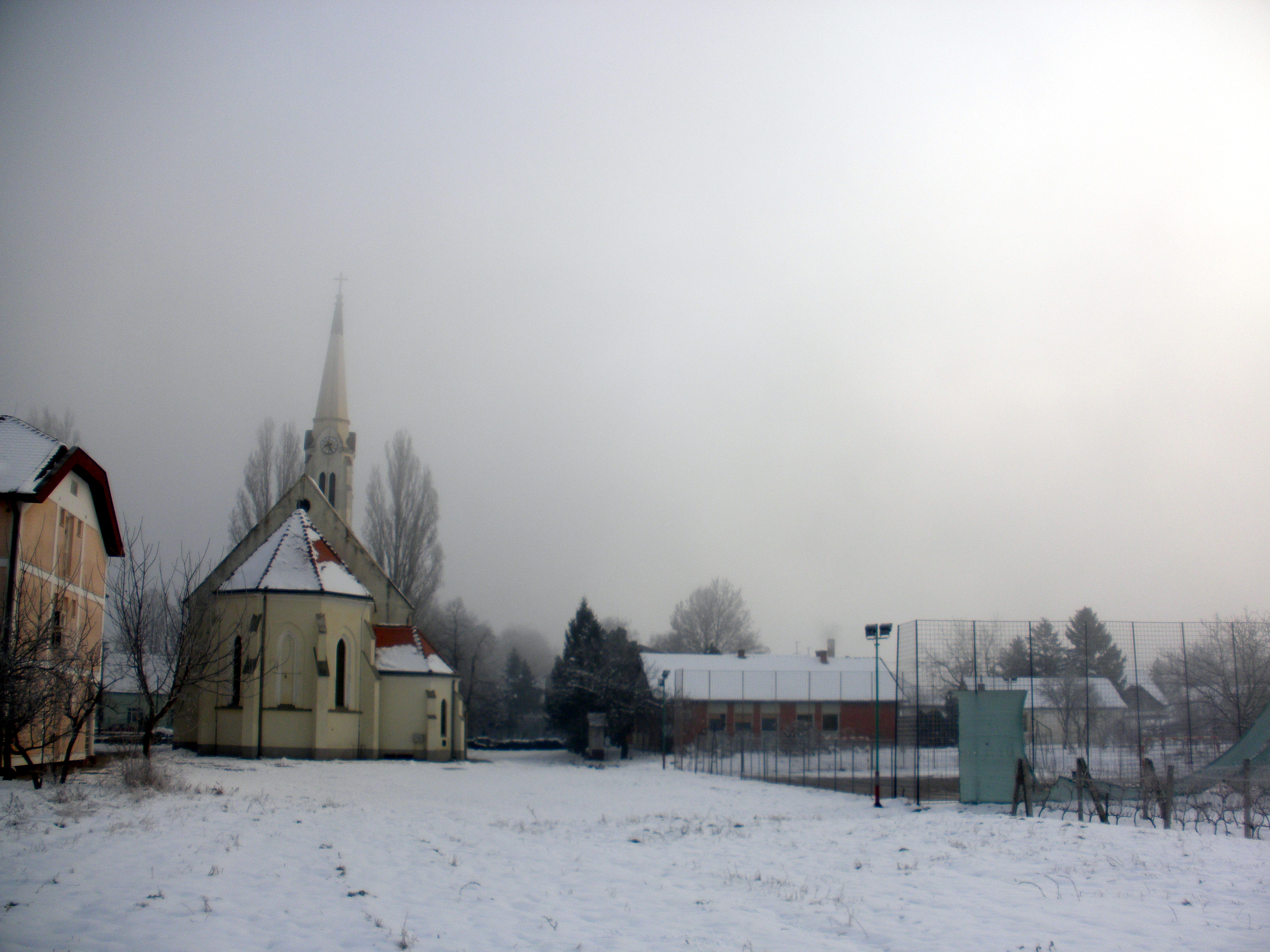
A templom és a plébánialak
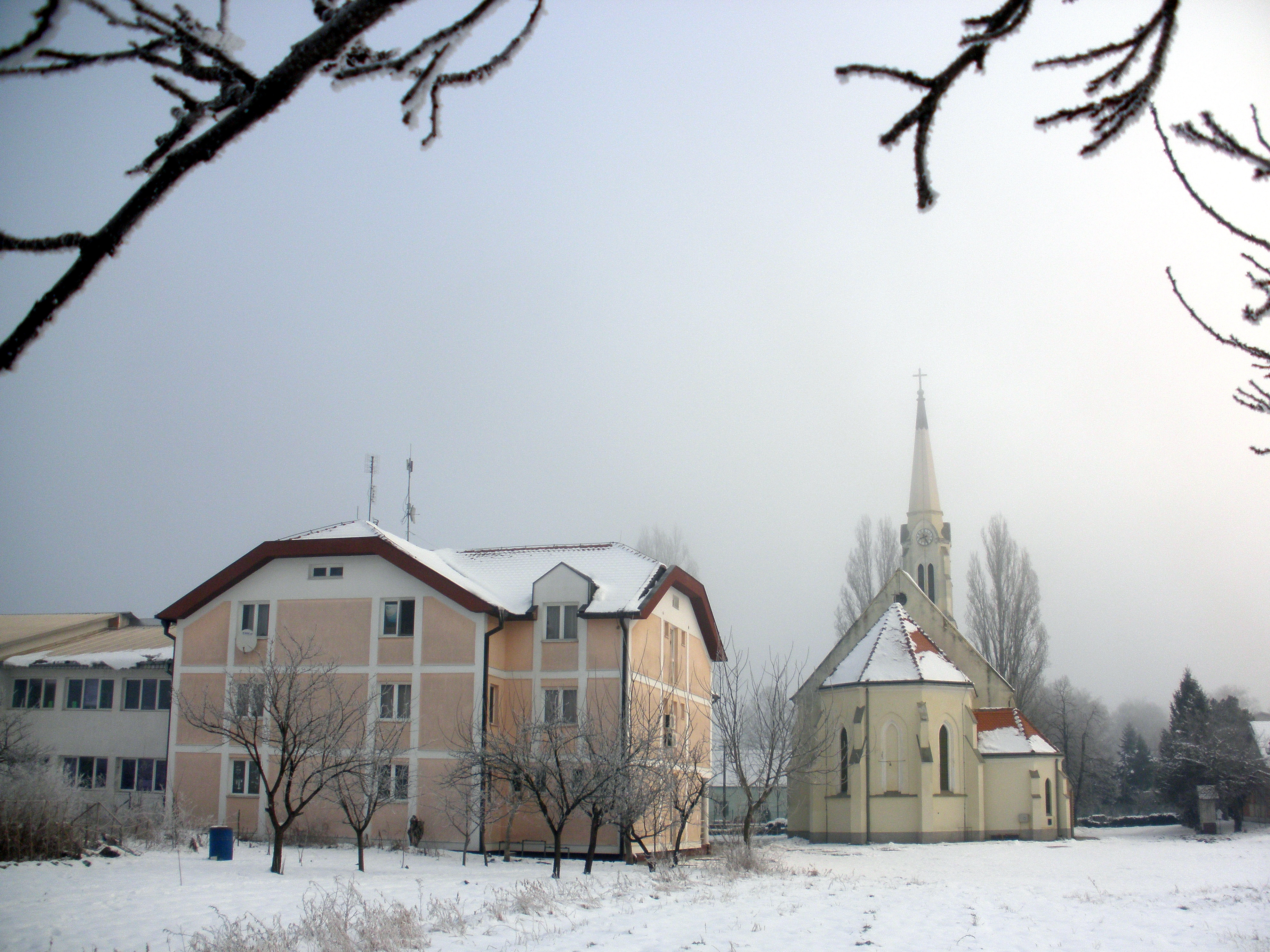
Az Emmausz kollégium, óvoda és templom télen
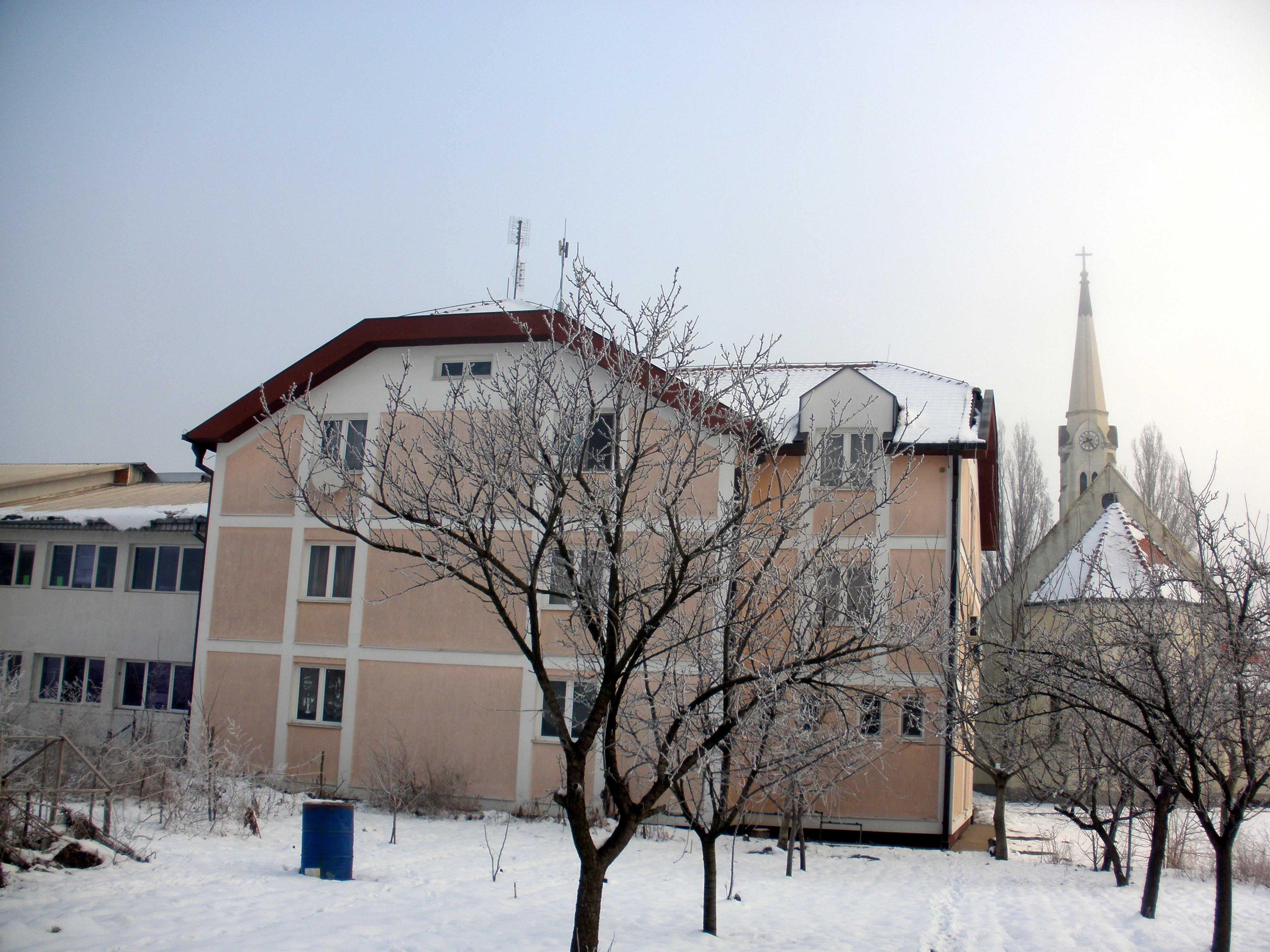
Az Emmausz kollégium, óvoda és templom télen
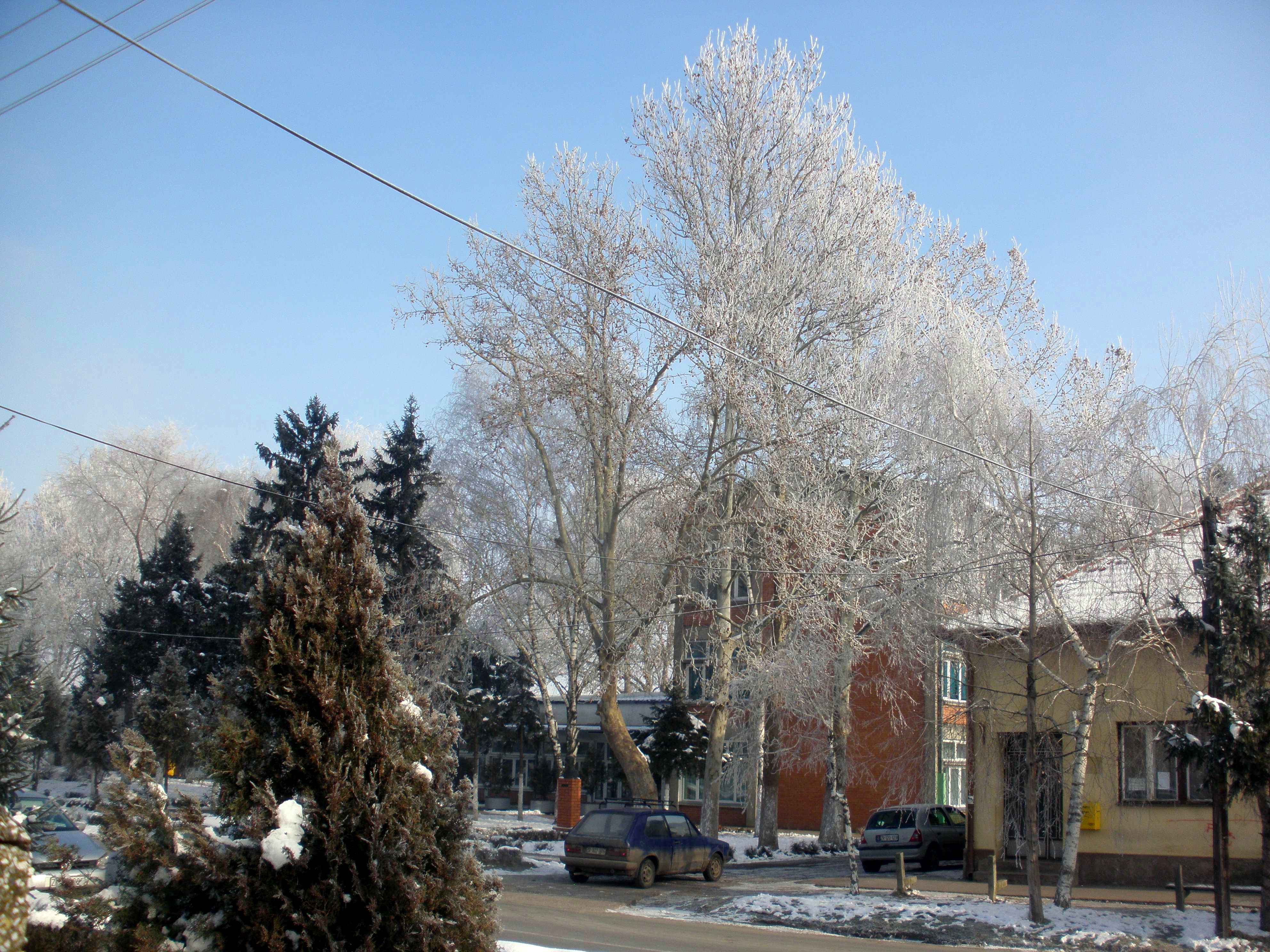
A Szervó Mihály-iskola és a posta
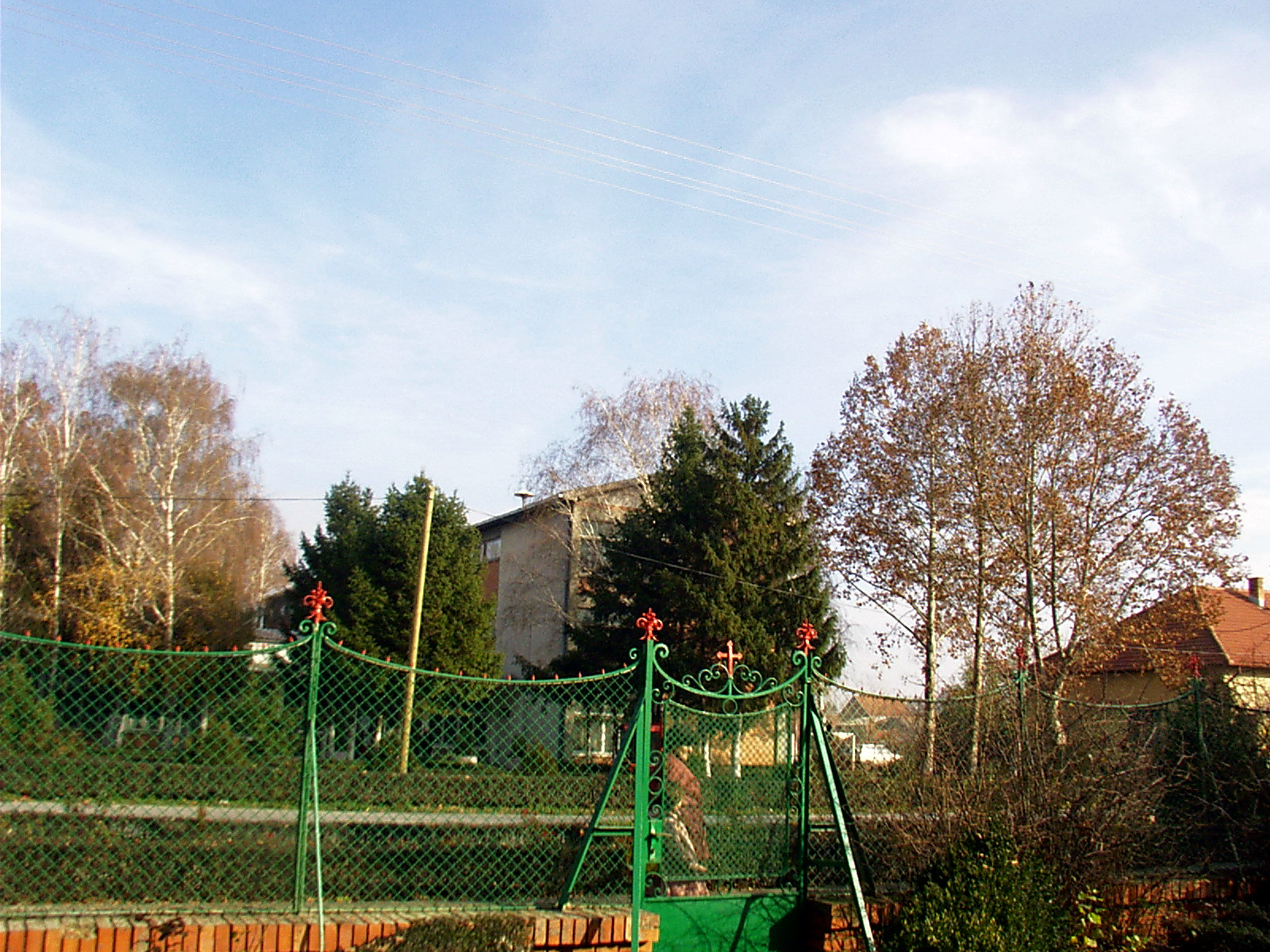
A Szervó Mihály-iskola
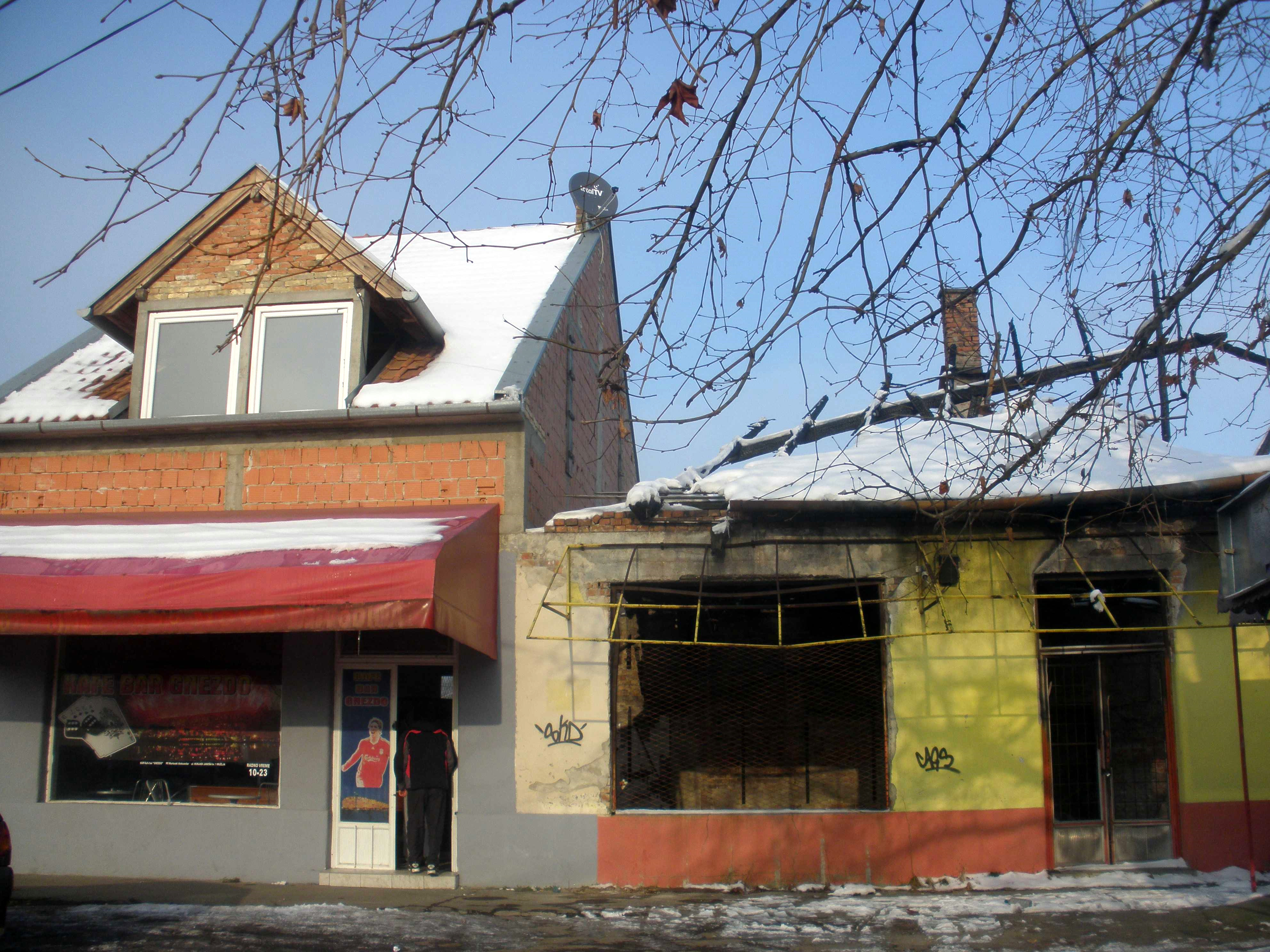
Az 2002-ben kiégett üzlet, Homokosnál
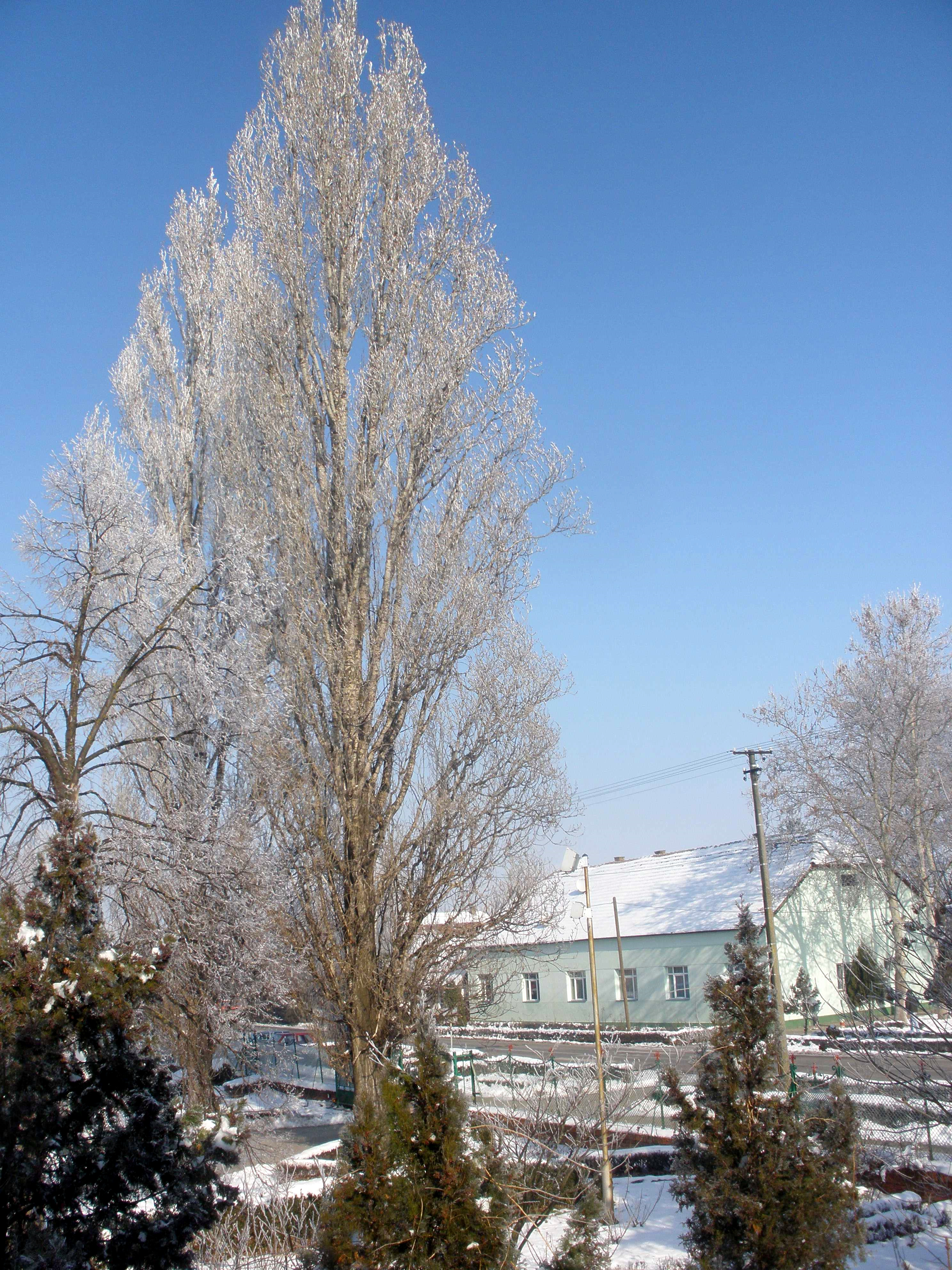
A küzdősportok otthona
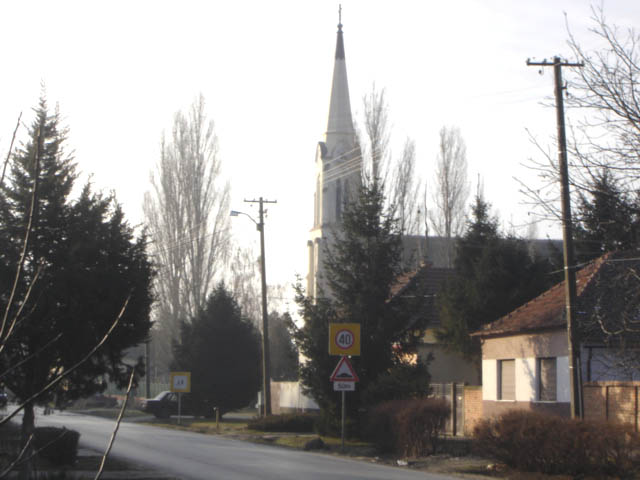
A Főutca az 1902-ben épült katolikus templommal
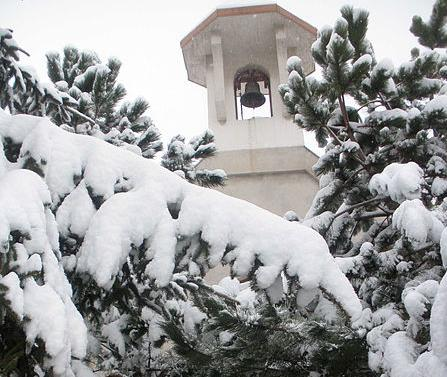
A Savio Szent Domonkos katolikus templom (1994) az Újtelepen télen
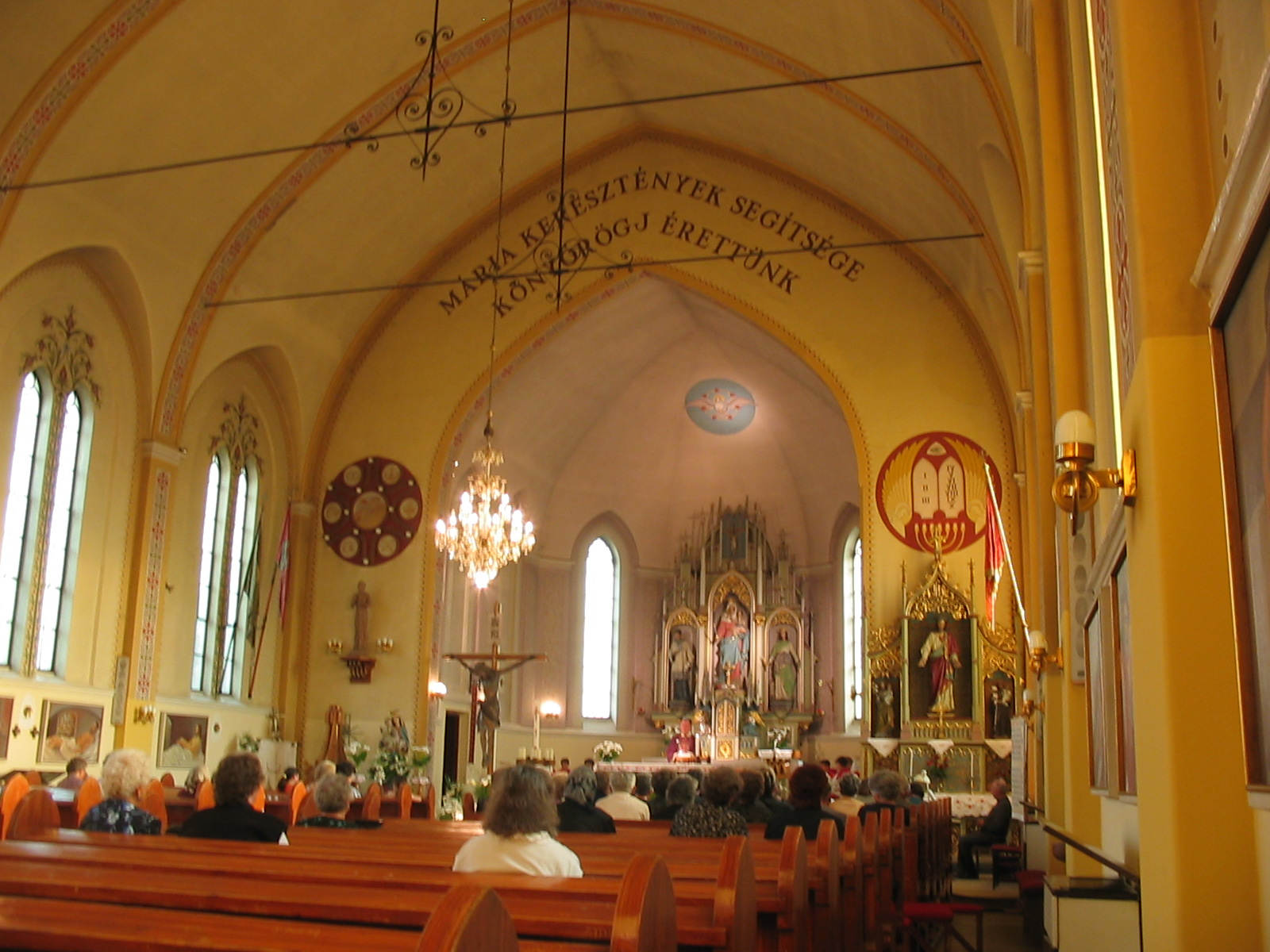
Templombelső 2005-ben
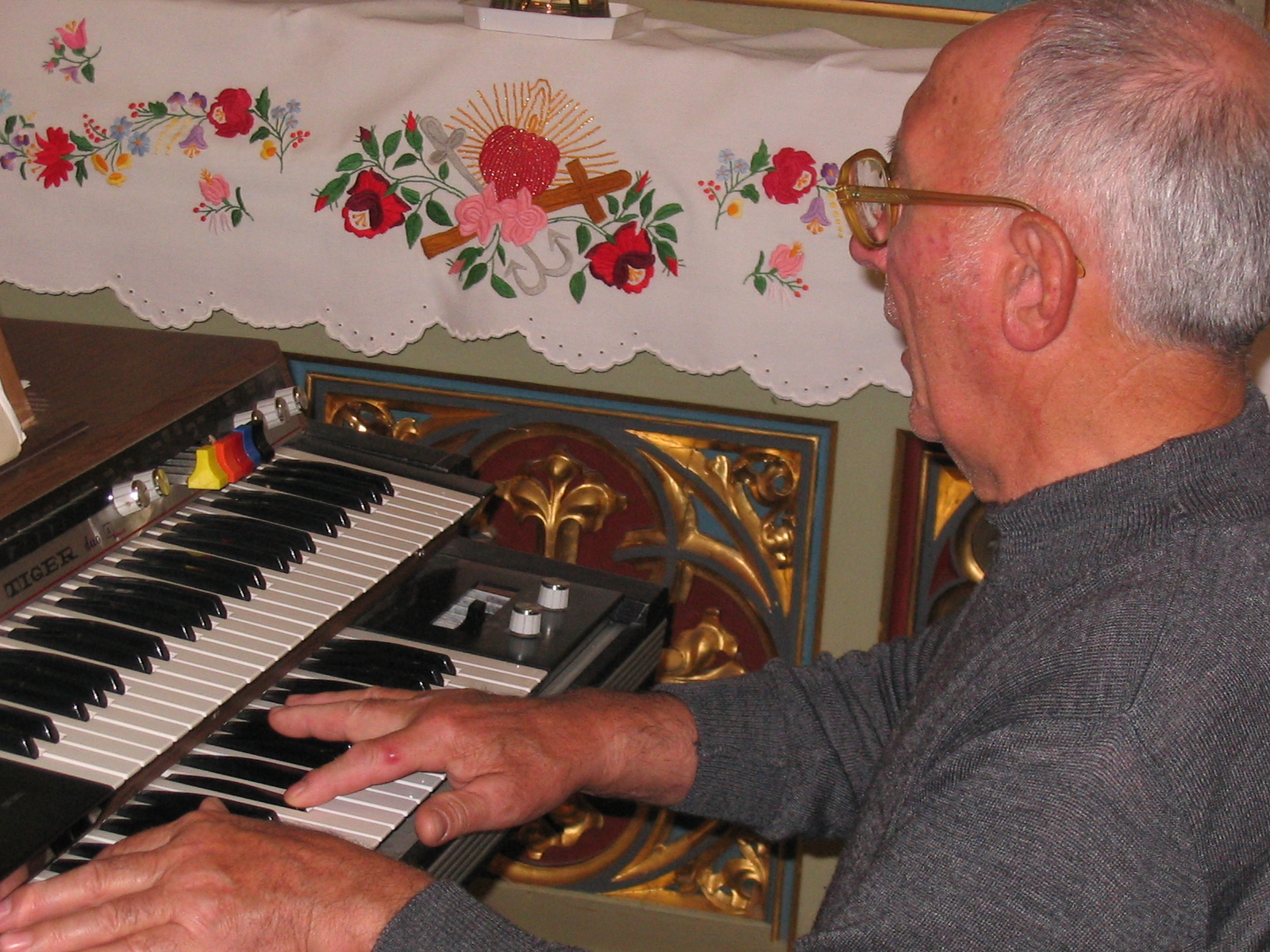
Sándor Lajos mint kántor 2005-ben
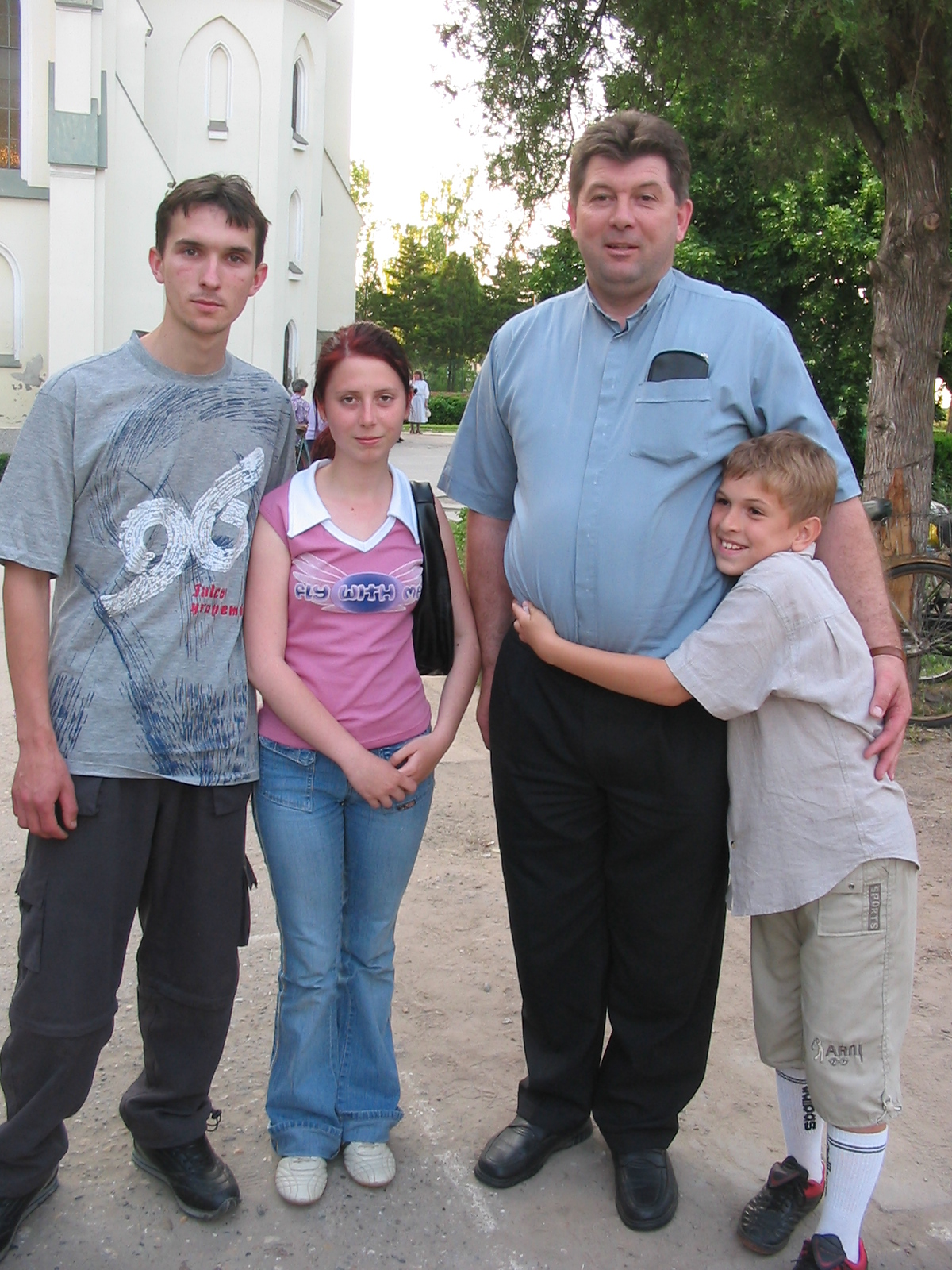
Sándor Zoltán diakónus ismerőseivel és fiával 2005-ben

## Külső hivatkozások
- Muzslya honlapja
- Muzslya a Vajdaság.rs honlapon Archiválva 2011. február 11-i dátummal a Wayback Machine-ben